# Mezezios
Mezezius (/m[invalid input: 'ɨ']ˈziːʒəs/; tiếng Hy Lạp: Μιζίζιος; tiếng Armenia: Մժէժ, Mžēž hoặc Mzhezh) (622 - 669), là một quý tộc Armenia từng là một vị tướng Byzantium, sau đó chiếm đoạt ngôi vị Byzantine ở Sicilia từ năm 668 đến 669. 
Theo một bức thư của Giáo hoàng Gregory II gửi cho Hoàng đế Leo III thì ông là Bá tước Opsikion, đoàn tùy tùng của triều đình (tiếng Latinh: obsequium) và một cuốn biên niên sử Syria sau này đã mô tả ông là một patrikios. Sau vụ ám sát Konstans II tại nhà tắm Daphne năm 668, ít lâu sau ông được đám binh sĩ tôn làm Hoàng đế và trị vì ở Sicilia trong vài tháng. Tuy nhiên, khi Konstantinos IV ở Constantinopolis hay tin về vụ ám sát cha mình, liền dẫn quân thảo phạt và giết chết Mezezius để trả thù cho cha. Riêng đám triều thần và thuộc hạ của ông thì bị giải về Constantinopolis xử tội.